# Тайътън
Та̀йътън (на английски: Tieton) е град в окръг Якима, щата Вашингтон, САЩ. Тайътън е с население от 1154 жители (2000) и обща площ от 2 km². Намира се на 586 m надморска височина. ЗИП кодът му е 98947, а телефонният му код е 509.